# Gonepteryx rhamni
La limonera (Gonepteryx rhamni) es una especie de mariposa, de la familia Pieridae, que fue descrita originalmente, con el nombre de Papilio rahmni, por Linnaeus, en 1758.

## Descripción
Alas anteriores de color amarillo limón en su anverso, con un pequeño saliente en el borde, cerca del ápice. Reverso ligeramente verdoso. La hembra tiene un tono más blanco, con el reverso similar y uniforme.
Se reproduce una sola vez al año (mayo-agosto). La puesta se realiza sobre los brotes tiernos de Rhamnus, efectuándose la fase de crisálida en la misma planta.

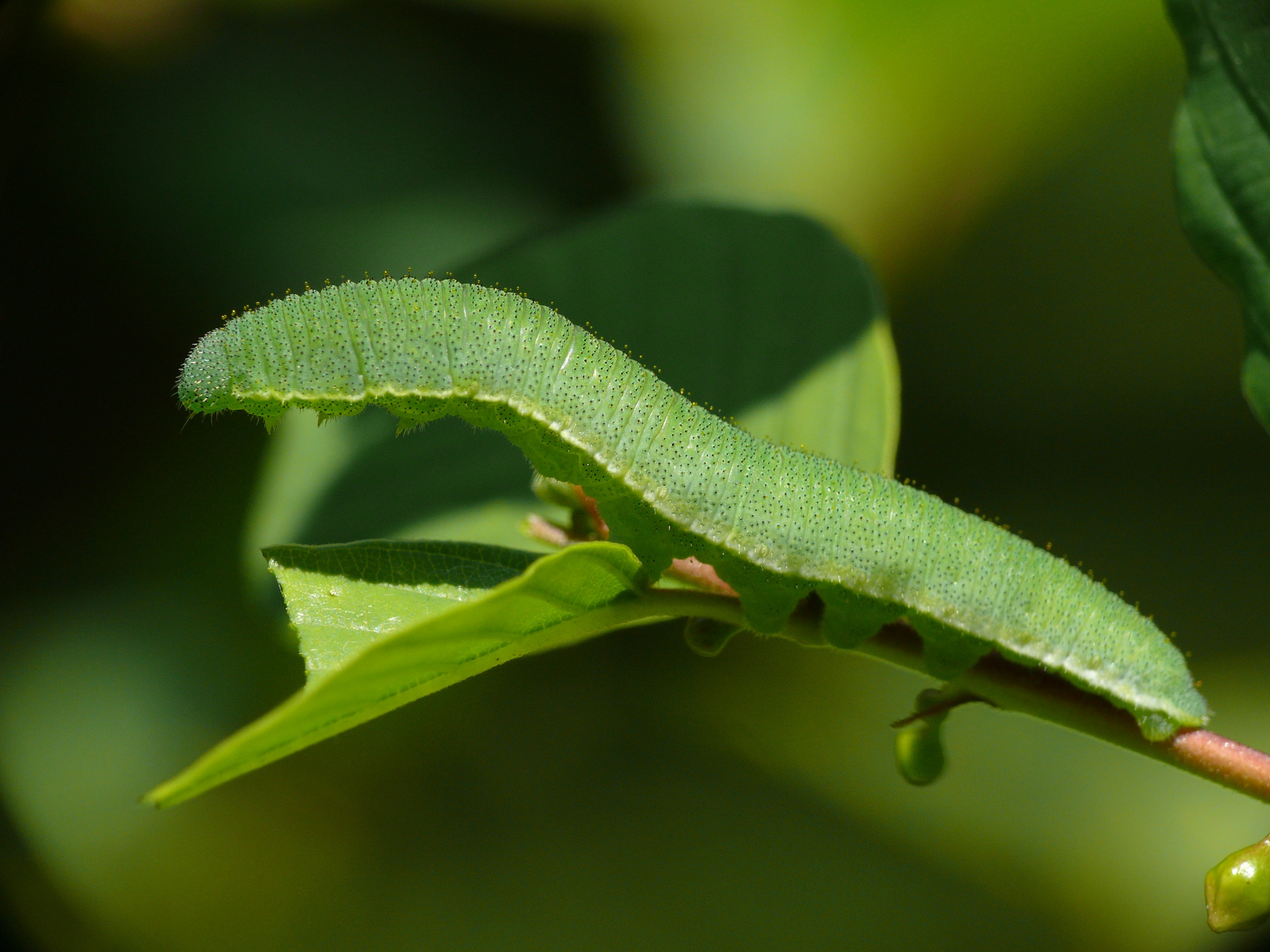
Larva
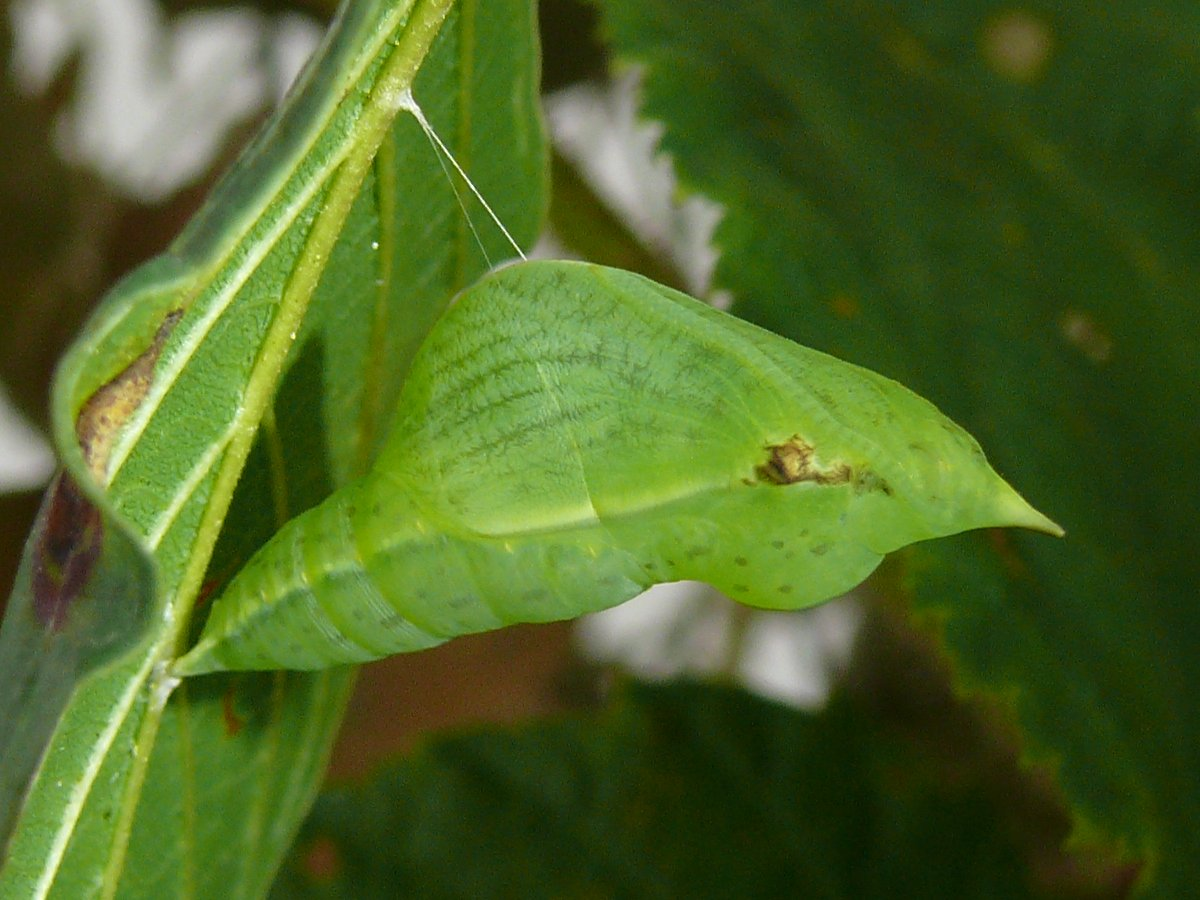
Pupa
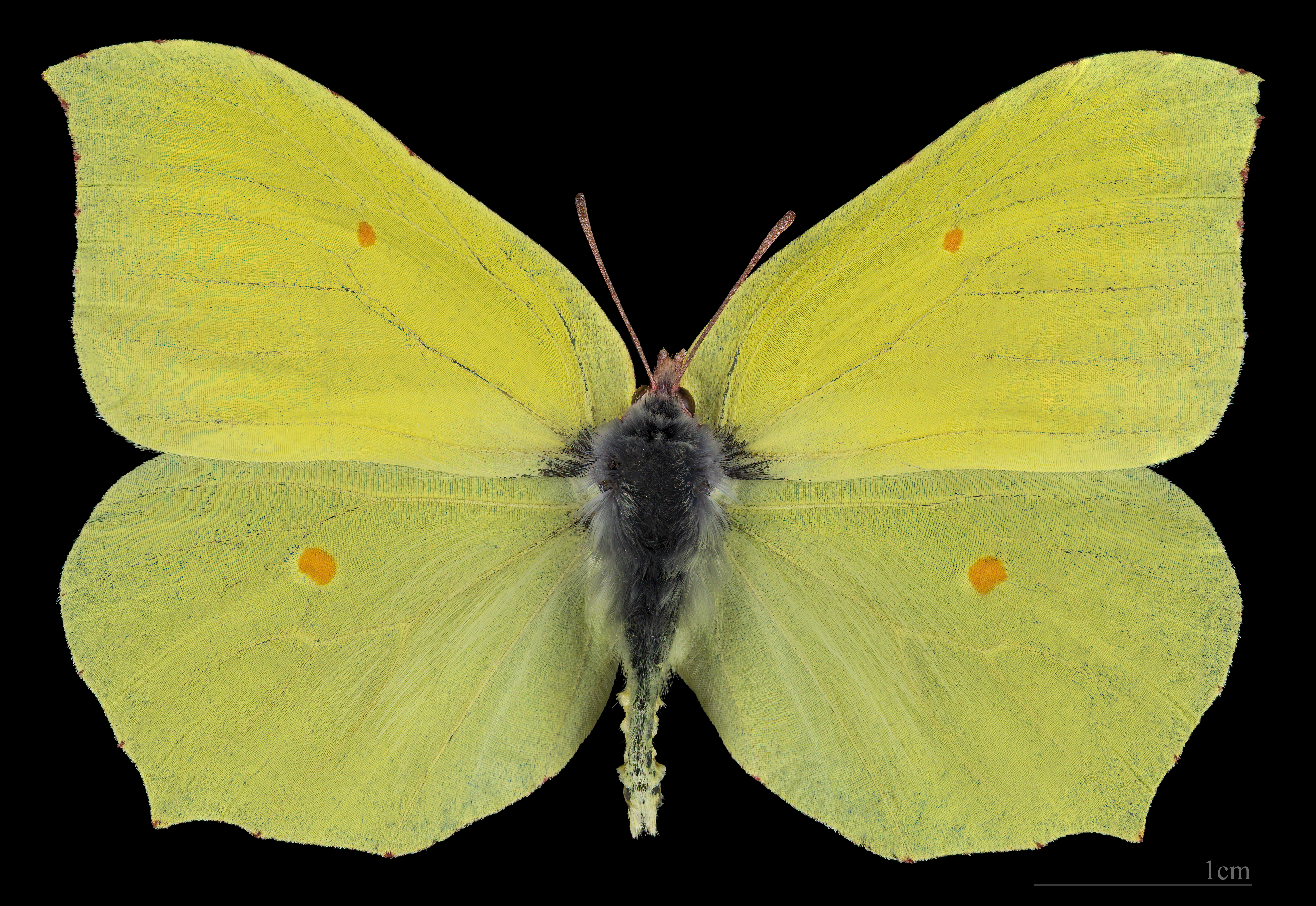
Gonepteryx rhamni ♂
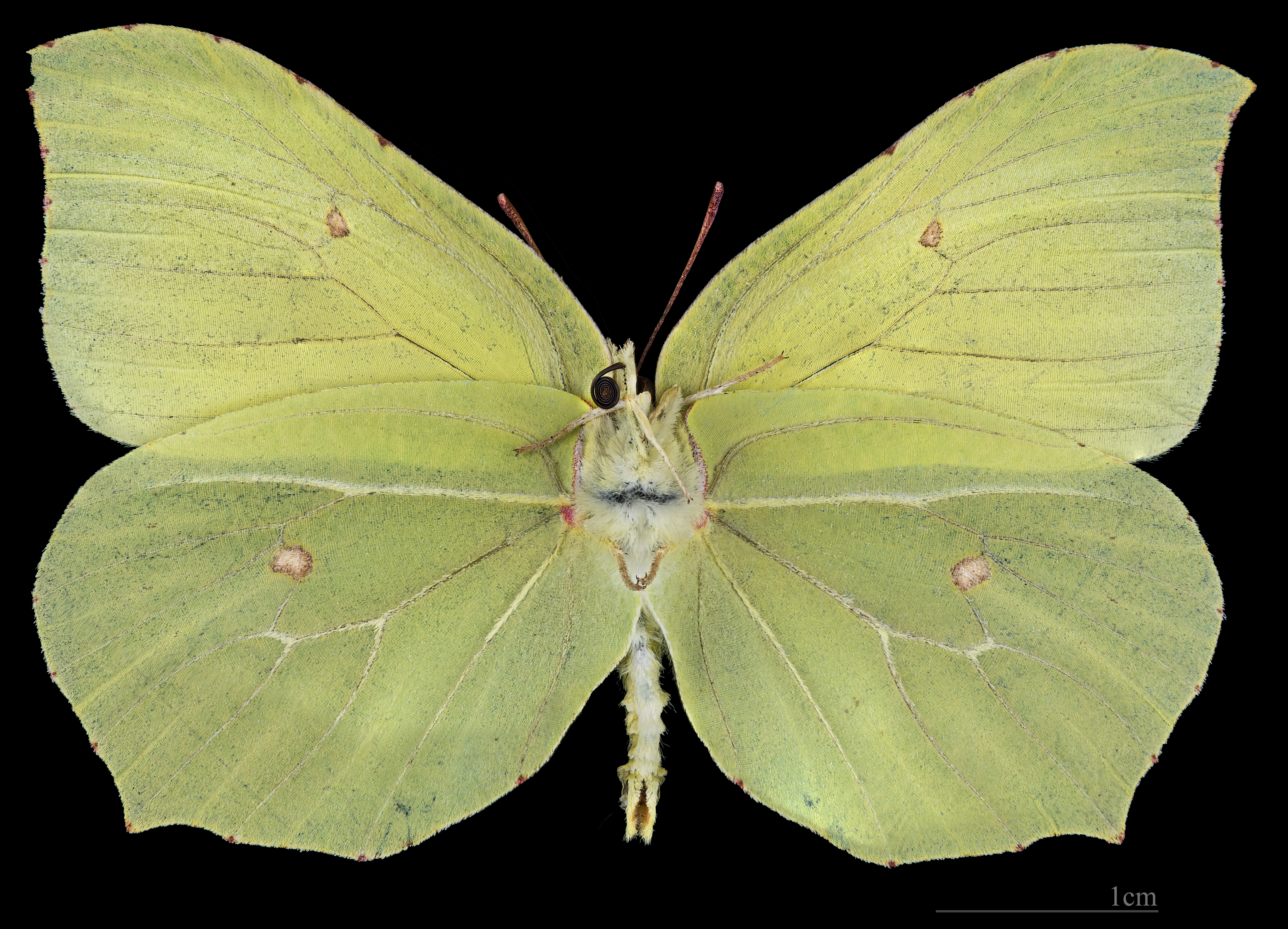
Gonepteryx rhamni ♂  △
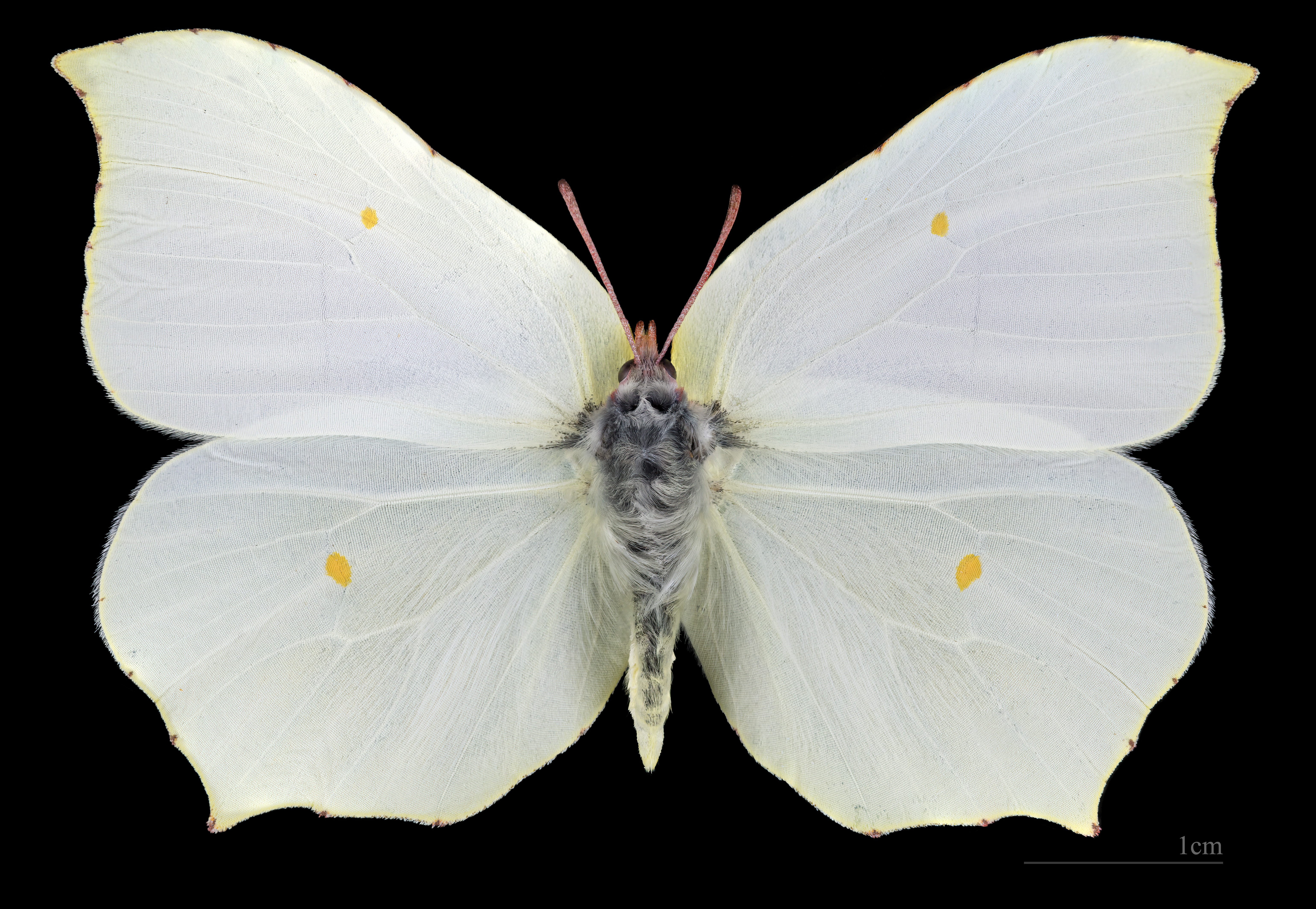
Gonepteryx rhamni ♀
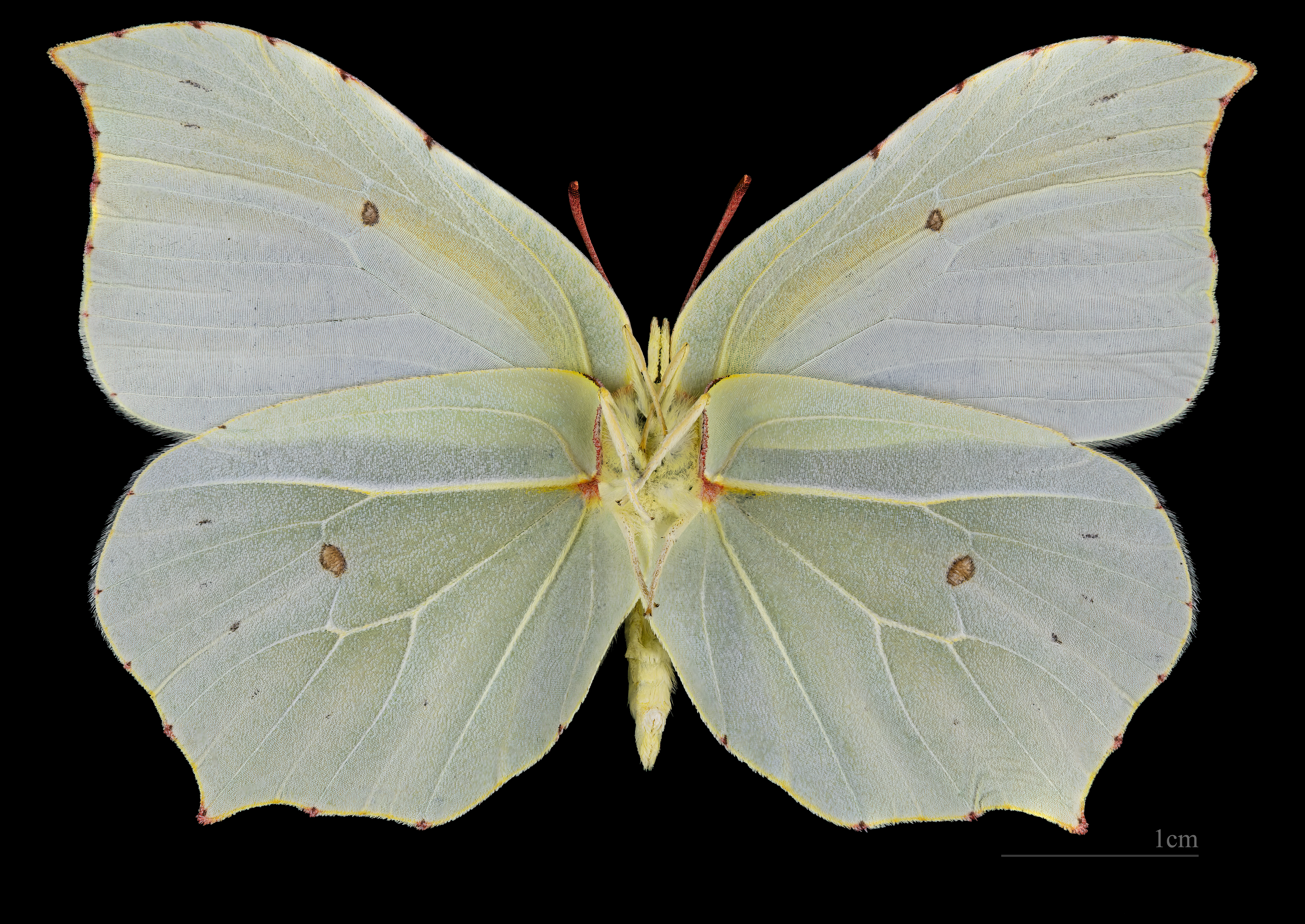
Gonepteryx rhamni ♀ △

## Distribución y hábitat
Es una especie muy extendida, desde África hasta el sur de Escandinavia. En España se da sobre todo en el norte, aunque es frecuente también en Sierra Nevada (subespecie meridionalis, descrita por Rober, en 1907, en Argelia). Suele vivir en zonas boscosas y húmedas, y es frecuente en el piso supramediterráneo. Las poblaciones suelen estar muy localizadas y son muy sensibles a los déficits hídricos.

## Subespecies
- G. r. gravesi
- G. r. kurdistana
- G. r. meridionalis
- G. r. miljanowskii
- G. r. rhamni
- G. r. tianshanica